# Charles Catteau

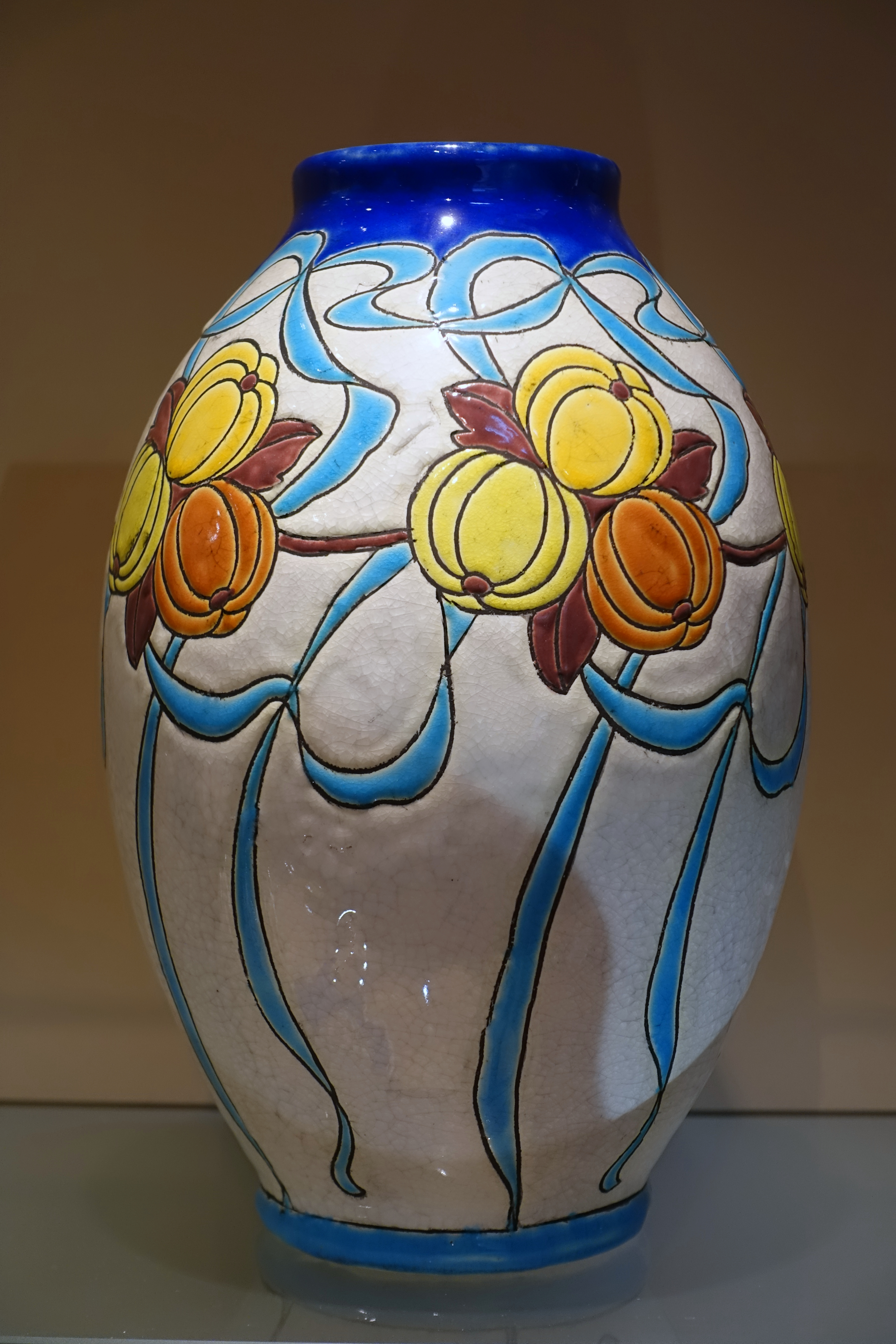
Werk van Catteau (Museum Kunst & Geschiedenis, Brussel)

Charles Crépin Nicolas Catteau (Douai (Dowaai), 26 januari 1880 - Nice, 20 oktober 1966) was een Franse pottenbakker en ontwerper, bekend om zijn oeuvre in de art-deco-stijl met uitgesproken kleurgebruik. Veel van zijn ontwerpen maakte hij voor de pottenmanufactuur Boch Frères in La Louvière.

## Leven
Charles Catteau werd op 26 januari 1880 geboren in Douai (Frankrijk) in een pottenbakkersgezin met een Belgische vader en een Franse moeder. Hij studeerde aan de Ecole nationale de Céramique in Sèvres, onderdeel van de Manufacture nationale de Sèvres.
Catteau begon in de Porzellanmanufaktur Nymphenburg in München, tot hij in 1906 aan de slag ging bij pottenfabriek Boch Frères in La Louvière. Al in 1907 werd hij daar hoofdontwerper. Hij bouwde voort op de art-nouveaustijl en introduceerde er halverwege de jaren '20 de email cloisonné-techniek. Hij bleef hier werken tot 1945.

## Collectie Catteau
De ontwerpen van Charles Catteau gingen niet ongemerkt voorbij en al snel werd hij ontdekt door Brussels verzamelaar Marcel Stal. In 1999 werd de privécollectie, Collectie Catteau, geschonken aan de Koning Boudewijnstichting. De collectie bevindt zich nu in bruikleen in zowel het Museum Kunst & Geschiedenis in Brussel als in KERAMIK in la Louvaine.
- Bibliothèque nationale de France: cb12226691f (data)
- Gemeinsame Normdatei: 119112914
- International Standard Name Identifier: 0000 0000 5538 6327
- Library of Congress Control Number: no2002034531
- Nationale Bibliotheek van Tsjechië: xx0079622
- Nederlandse Thesaurus van Auteursnamen: 251855309
- RKD-Nederlands Instituut voor Kunstgeschiedenis: 310343
- Système universitaire de documentation: 030953480
- Virtual International Authority File: 47564415
- WorldCat: E39PBJrm4G4bvjB79JDDDX7WDq